# Szeszvete vára
Szeszvete vára egy középkori várhely Horvátországban, a Zágrábhoz tartozó Szeszvete városrész területén.

## Fekvése
A vár Szeszvete központjában, nagyjából a mai Mindenszentek plébániatemplom helyén és annak környékén állt.

## Története
A 15. század végén és a 16. század folyamán Szeszvetét is komolyan veszélyeztették az Oszmán Birodalom katonai hadjáratai. Az oszmán hadsereg első lovasosztagai már a 15. század utolsó harmadában megjelentek Zágráb térségében és 1482-ben alaposan ki is fosztották Szeszvete térségét. A következő években gyakran ismétlődtek az ilyen támadások, amelyek arra kényszerítették a zágrábi káptalant, hogy birtokainak és lakosságának védelme érdekében a 15. század végén földből és fából várat (castellum) építsen. Szeszvete mellett a káptalan Sesvetski Kraljevecen is felépíttetett egy várat. A 17. század végén és a 18. század elején, a török veszély megszűnésével a vár elveszítette jelentőségét. A megváltozott viszonyok között a zágrábi káptalan fokozatosan visszaépítette a településközpontot. A vár védősáncait teljesen lebontották, az árkokat betemették. A fából és földből épített erősségnek a 18. század közepére már a nyoma is alig volt látható. 
A káptalan Szeszvete központjának újjáélesztésére tett erőfeszítéseihez a legnagyobb mértékben Mária Terézia királynő modernizációs reformjai járultak hozzá. Ennek köszönhetően a báni Horvátország (Varasd, Kőrös és Zágráb megyék) területén a gazdasági élet megélénkült. Fejlődött a kereskedelem, új utak építésére volt szükség. A forgalom, mint döntő tényező befolyásolta Szeszvete fejlődését a 18. század közepétől napjainkig. Bár az építmény nyomai nem maradtak meg, az egykori vár kinézete nagyjából rekonstruálható.

## A vár leírása
Szeszvete vára egy központi platón álló belső várból, valamint egy keleti és egy déli külső várból állt. Az egész erődítmény fa és föld felhasználásával épült. Külső védőgyűrűje védőárkokból és a földsáncok tetején fából épített paliszádokból állt. A belső vár megközelítését négyszeres árokrendszer nehezítette meg. A várat a keleti oldalon négy fahídon át lehetett megközelíteni. Az utolsó híd már közvetlenül a belső vár bejáratánál volt, ahol egy fából épített keletelt templom állt magas harangtoronnyal. A templom harangtornya egyúttal őrtorony volt, ahonnan a környező vidéket tartották szemmel. A vár belsejében számos faépület volt, amelyeket plébániaházként, magtárként és a káptalan tisztviselőinek elhelyezésére használtak. A déli és keleti külső várban szintén voltak lakó- és kereskedelmi jellegű faépületek. A szeszvetei vár a reneszánsz várépítészet eddig rejtett és feltáratlan példája.